# Bezlaj
Bezlaj je priimek v Sloveniji, ki so ga po podatkih Statističnega urada Republike Slovenije na dan 1. januarja 2010 uporabljale 104 osebe in je med vsemi priimki po pogostosti uporabe uvrščen na 4.240. mesto.

## Znani nosilci priimka
- Alenka Bezlaj Kreft (1936—2021), pisateljica
- Danilo Bezlaj (1921—1996), igralec
- France Bezlaj (1910—1993), jezikoslovec, etimolog, univerzitetni profesor in akademik
- Jiři Bezlaj (*1949), kipar, esejist, pisatelj, pesnik
- Josip Bezlaj (1855—1935), šolnik, pisec učbenikov in tehniških priročnikov
- Lida Bezlaj-Krevel (*1943), zgodovinarka in publicistka, muzealka
- Majda Zakrajšek (r. Bezlaj) (*1952), hidrotehnica
- Peter Bezlaj (Pietro/Peter/Petrus/ di Lubiana), stavbar s konca 15. stoletja v Ljubljani
- Rok Bezlaj, sabljač
- Slava Bezlaj Štefančič (1899—1971), prva civilna sestra v Mariboru
- Stanko Bezlaj (1898—1970), slikar